# Interlaken, New York
Interlaken är en ort i Seneca County, New York i delstaten New York, USA.